# セスナ
セスナ・エアクラフト・カンパニー（英語: Cessna Aircraft Company）は1927年にカンザス州ウィチタに設立されたアメリカの軽飛行機・ビジネス機のメーカー。軽飛行機メーカーとしてはビーチクラフト、パイパー・エアクラフトと並ぶビッグスリーの一つ。
かつては小型単発機が中心だったことから、「セスナ」は日本では軽飛行機の代名詞となっている。
1990年代の初めにテキストロンに買収され、航空機部門テキストロン・アビエーション傘下となり、機体の型式証明保有者（Type Certificate Holder）も引き継がれた。

## 概要
セスナ・エアクラフト社は1927年、カンサス州ウィチタで創業。創立者クライド・セスナは、スタントパイロットとして自作飛行機で曲技飛行ショーを行う傍ら、数々の記録を樹立している。
クライド・セスナは、セスナ社設立の2年前の1925年に、ウオルター・ビーチ（ビーチクラフトの創立者）、ロイド・ステアマン(ステアマン・エアクラフトの創業者)らと共にトラベルエアを設立し社長をつとめたが、設計上の意見対立（セスナが単葉にこだわったと伝えられる）から独立、1927年9月カンザス州ウィチタにセスナ・エアクラフト社を設立した。創立から間もなく大恐慌が起こり、セスナ社は1931年一時解散に追い込まれる。
1934年、甥のドゥエイン・ウォレスの出資で会社は再開、2年後の1936年、ドゥエイン自身が社長となりクライド・セスナは引退した。以後ドゥエインは1975年までセスナ社の舵取りをし、ラッセル・メイヤーがその地位を引き継ぐ。家族的な企業であるといい、未だに手造りの部分が多い小型航空機産業は、家内制手工業の側面を持つ。この点はビーチクラフトなども同様、アメリカの小型航空機産業の特徴である。
創業者のクライド・セスナは会社を退いたのち、農業に従事。その間もアメリカ航空界の先駆者として数々の栄誉と表彰を受けつつ、1954年に死去。
1952年1月14日にSeibel ヘリコプターを買収して、1956年にCH-1ヘリコプターを発売した。
現在では、1971年9月に初飛行したビジネスジェット機サイテーション・シリーズが主力製品となっている。

## 生産モデル
第二次世界大戦中は多くの軍用機を生産。AT-17ボブキャットは米軍の練習機として1940年から1944年に5,400機を生産している。
戦後、ただちに民間機の製造に転じた。多数の復員パイロットが自家用機やビジネス機を飛ばす時代にマッチした、操縦しやすく安全な「空のファミリーカー」という発想から生まれたのが、単発の小型機シリーズである。1963年に生産50,000機目、1975年に100,000機目の単発機が出荷された。
1980年代、世間ではPL（製造物責任、プロダクト・ライアビリティ）法が取り沙汰されるようになり、セスナ社が生産した小型レシプロ機もその標的にされ、事故や不具合に関する訴訟が次々と発生した。多くの判例同様、必ずしもメーカ側に過失責任があったわけではなかったが、生産にまつわる賠償保険料が急増して、もはやセスナ社にとって軽飛行機の生産は商業上のメリットがなくなった。1986年、セスナ社は軽飛行機の生産中止を決断、これに伴い従業員を18,000人から3,000人へ減じた。
PL法問題の渦中にあっても操業は続けられ、ビジネスジェット・サイテーションシリーズ、モデル208キャラバンが商業的に成功していた。モデル208は頑丈な単発ターボプロップ機、モデル172型のコンセプトをより大型のタービン機にも適用した点で当時のアメリカでは新たな試みであった。実用性の高さと信頼性からフェデラル・エクスプレスの宅配便の輸送機としても採用され、販売機数を大きく伸ばす。
PL法に対しては、セスナ社ラッセル・メイヤー会長が先頭に立って改正運動を行った。その甲斐があってか1994年に「1994年ジェネラル・アビエーション再生法(General Aviation Revitalization Act of 1994, Statute at Large 108 Stat. 1552 - Public Law 103-298)」が議会を通過し、1994年7月18日クリントン大統領が署名した。それを受けて、1996年セスナ社はカンザス州インディペンデンスに新たな軽飛行機工場を建設、小型レシプロ機の製造を再開した。現在もモデル172スカイホーク、182スカイレーン、206ステーショネアなどの製造を行っている。
日本では1951年以来、中堅商社の 野崎産業がセスナの代理店であったが、1999年に野崎が川鉄商事(現・JFE商事)と合併して代理権を移管、2004年には伊藤忠商事系列の航空部門新設会社である日本エアロスペースに業務移管されている。官公庁向けの機体については2015年から兼松が代理店となっている。

## 生産モデル一覧

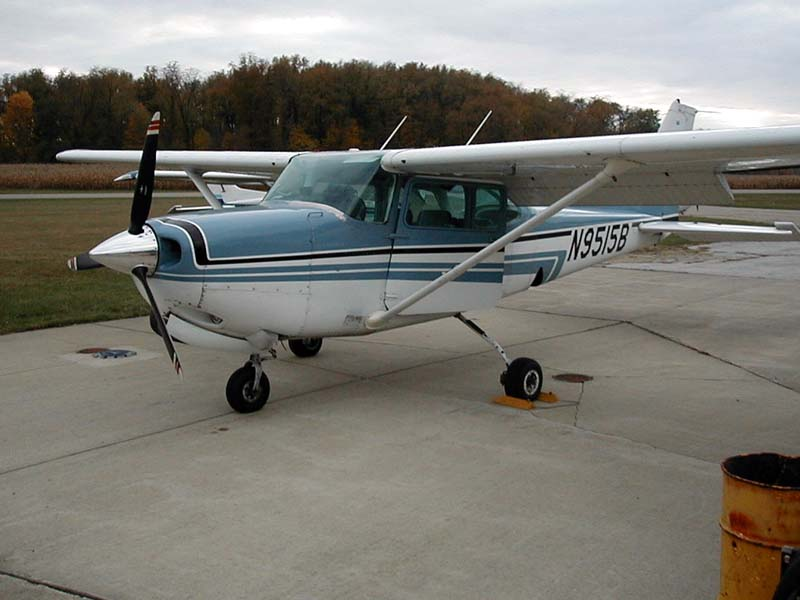
セスナ 172RG。セスナ172型の高性能版。特徴的な引込脚と定速プロペラを装備し、172シリーズの中では卓越した巡航性能を誇る。設計は徹底してシンプル、引込式主脚の脚柱パイプは緩衝装置の役割をする(Cessna Land Matic)

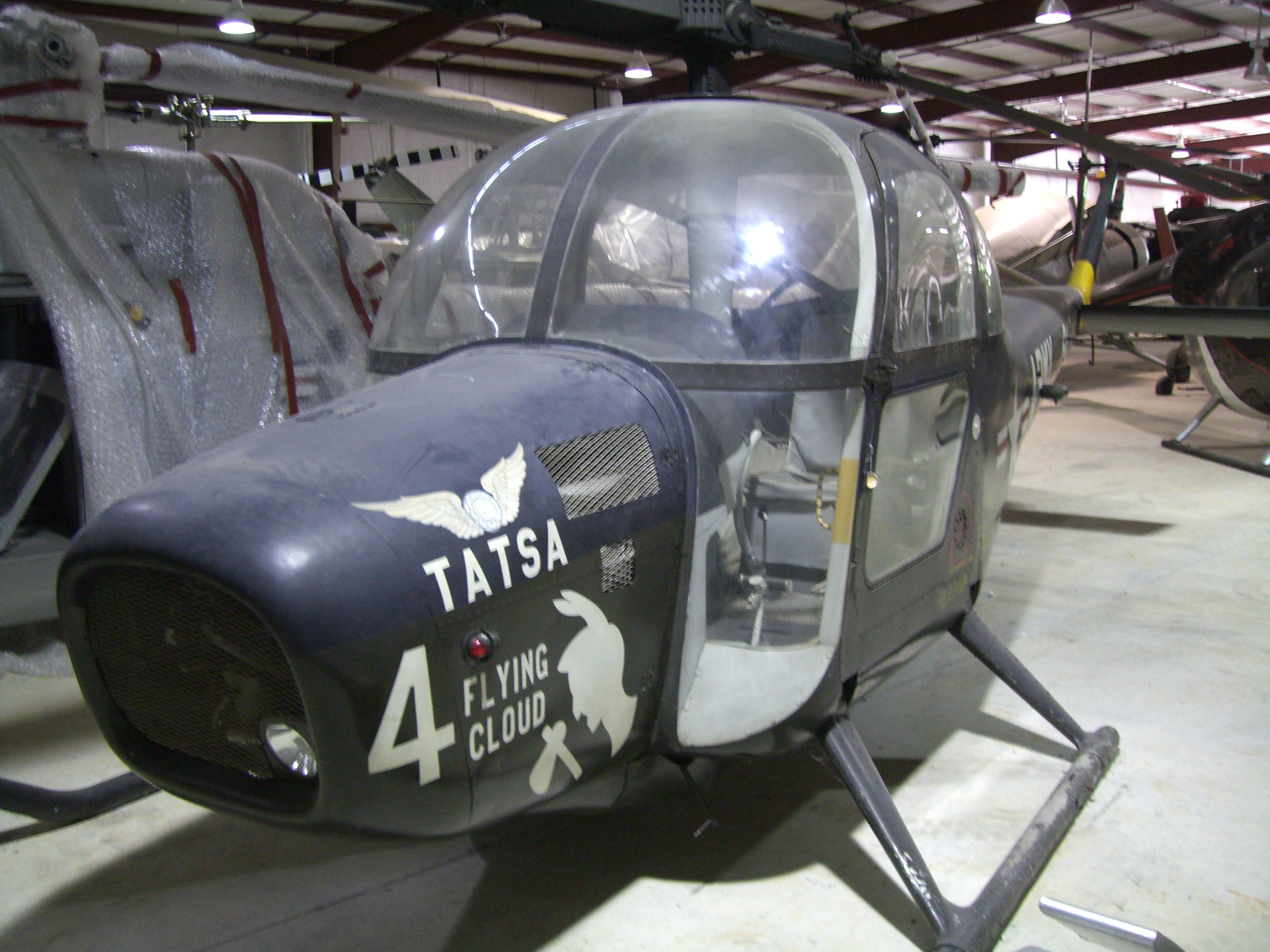
セスナ CH-1ヘリコプター
エンジンを操縦席の前に配置することによって視界は悪くなるが安定する

- 小型単発機（英: Single Engine、2人乗り）
  - モデル120 - 戦後5年間に2,171機が生産された。85hpのレシプロ・エンジン、最大速度193km/h。
  - モデル140 - エンジン出力を90hpに増加、4,905機が製造された。
  - モデル150 - 1958年から77年までの20年間で23,836機生産。左右複座で曲技飛行もできる。
  - モデル152 - 1977年、エンジン出力が増し、プロペラが改良されて、最初の1年間に1,541機生産。
  - モデル162 - スカイキャッチャー 2009年生産開始。
- 小型単発機（英: Single Engine、4人乗り）
  - モデル170 - 1948年、145hpコンチネンタル・エンジン、1956年までに5,173機製造。
  - モデル172 - スカイホーク 1956年、160hpエンジン、78年末までに30,581機生産、史上最も人気の高い軽飛行機。現在でも生産され続けて、世界中で飛び続ける大ベストセラー。（現在のモデルは172S）
  - モデル172RG - カットラスRG 引込脚モデル
  - モデル175 - スカイラーク 175hpギア駆動エンジン、2,120機製造。
  - モデル177 - カーディナル 片持翼 4人乗り 150hpと180hpの2種類のエンジン 1967年以来、4,070機生産。
  - モデル177RG - カーディナルRG 引込脚モデル
  - モデル182 - スカイレーンは1956年から生産。
  - モデル182RG - スカイレーンRG 引込脚モデル
  - モデル180 - スカイワゴンは1953年から量産、6,000機以上がつくられた。
  - モデル185 - 300hpエンジン、1960年7月初飛行。
- 小型単発機（英: Single Engine、4人乗り、ハイスピード・軽重量機）
  - モデル350 - コーバリス (旧コロンビア 350、セスナ社製造の機体としては2007年から出荷開始)
  - モデル400 - コーバリス TT (旧コロンビア 400、セスナ社製造の機体としては2007年から出荷開始)
- 小型単発機（英: Single Engine、6人乗り）
  - モデル205 - 1962年から1964年の間に578機が生産。
  - モデル205-10
  - モデル206 - 1964年- スーパースカイレーン/ステーショネア
  - モデル207 - スカイワゴン
  - モデル210 センチュリオン
- 小型双発機（英: Multi Engine）
  - 303 - クルーセイダー 双発レシプロ機。新世代の双発小型機として開発された。対向回転エンジンを装備する。
  - 310 - 双発レシプロ機。セスナ初の双発機として1953年1月3日に初飛行、翌年から量産に入った。
  - 320 - スカイナイト 双発レシプロ機。310をベースにキャビン延長したモデル。
  - 335 - 双発レシプロ機。モデル340の非与圧型。
  - 336（英語版） - スカイマスター 双発レシプロ機。固定脚ながらも機体の前後にプロペラを持つタンデム双発、臨界発動機という概念を不要にした。
  - 337 - スーパースカイマスター 双発レシプロ機。336スカイマスタの改良型、引込脚やラムエアによる後方発動機の冷却方法など。後にターボ過給型や与圧型に発展。
  - 401 - 双発レシプロ機。モデル411をベースに、エンジン出力を減じた普及型。
  - 402 - ユーティリティーライナー 双発レシプロ機。モデル401をより多用途向けに改良したモデル。
  - 404 - タイタン 双発レシプロ機。402の胴体を延長し、主翼を再設計、強力なギア駆動ダーボ過給エンジンを装備する。
  - 411 - 双発レシプロ機。310の主翼を基本とし、幅広の胴体を新設計。強力なギア駆動ダーボ過給エンジンを装備する。
- レシプロ与圧機（英: Pressurised）
  - P210 - プレッシャライズド・センチュリオン 単発レシプロ与圧機
  - P337 - プレッシャライズド・スカイマスター 双発レシプロ与圧機
  - 340 - 双発レシプロ与圧機。
  - 414 - チャンセラー 双発レシプロ与圧機。
  - 421 - ゴールデンイーグル 双発レシプロ与圧機。
  - 620 四発レシプロ与圧機。
- 双発タービン与圧機（英: Pressurised）
  - 425 - コルセア/コンクエストI 双発タービン与圧機。
  - 441 - コンクエストII 双発タービン与圧機。
- ビジネスジェット 
  - 750 - サイテーションX（英語版）
  - 700 - サイテーション・ロンジチュード
  - 680 - サイテーション・ソヴリン（英語版）
  - 680A - サイテーション・ラティチュード
  - 650 - サイテーション III / VI / VII
  - 560XL - サイテーション・エクセル（英語版）
  - 560 - サイテーション S/II / V / Ultra / Encore
  - 550B - サイテーション・ブラーボ
  - 550 - サイテーション II
  - 551 - サイテーション IISP
  - 500 - サイテーション I/500
  - 501 - サイテーション ISP
  - 525 - サイテーション CJ1（英語版）
  - 525A - サイテーション CJ2（英語版）
  - 525B - サイテーション CJ3（英語版）
  - 525C - サイテーション CJ4（英語版）
  - 510 - サイテーション・マスタング（英語版）
- 汎用機
  - 208 - キャラバン 単発タービン機
  - 408 - スカイクーリエ 双発タービン機
- 練習機
  - セスナ 526 サイテーションジェットトレーナー - 米空海軍の統合基本航空機訓練システム計画（JPATS計画）向けのジェット練習機
  - T-37 トゥーイート - 米空軍が中等練習機として採用した並列複座の双発練習機
- 攻撃機（COIN機）
  - A-37ドラゴンフライ - T-37からの発展型
  - O-2A/B - 汎用機であるスーパースカイマスターの軍用型
- ヘリコプター
  - CH-1 スカイフック - セスナ社唯一のヘリコプター

## 資料
Pattillo, Donald M. (1998). A History in the Making: 80 Turbulent Years in the American General Aviation Industry. New York: McGraw-Hill. ISBN 0-07-049448-7.